# Pseudo-creștinism
Termenul de pseudo-creștinism se referă la religiile care se declară a fi creștine dar nu sunt; de vreme ce nu există nici un organism imparțial abilitat să decidă caracterul creștin al vreunei religii, chestiunea are un caracter strict subiectiv.